# Lygisaurus sesbrauna
Espèce
Synonymes
- Carlia sesbrauna (Ingram & Covacevich, 1988)

Statut de conservation UICN

 LC  : Préoccupation mineure
Lygisaurus sesbrauna est une espèce de sauriens de la famille des Scincidae.

## Répartition
Cette espèce est endémique du Queensland en Australie.

## Étymologie
Cette espèce est nommée en l'honneur de Ses Brauna.

## Publication originale
- Ingram & Covacevich, 1988 : Revision of the genus Lygisaurus de Vis (Scincidae: Reptilia) in Australia. Memoirs of the Queensland Museum, vol. 25, no 2, p. 335-354 (texte intégral).